# Юскюдар
 Тази статия е за района в Истанбул.  За други значения вижте Скутари.  
Юскюдар или Скутари  (на турски: Üsküdar) е един от големите и гъстонаселени райони на Истанбул, разположен на Босфора, в азиатската част на турския мегаполис. Юскюдар е една от 32-те околии на вилает Истанбул. По данни от 2011 г. районът има 532 182 жители.

## История
Юскюдар (през Античността Хрисополис, а в Средните векове Скутари) е град във Витиния, образуван през VII век преди новата ера.

Градът вероятно е завзет от османците през 60-те години на XIV век, като през 1368 година венецианците водят преговори с османския владетел Мурад I за своето присъствие там.

## Личности
Родени в Юскюдар
- Василий III Константинополски (1846 – 1929), цариградски патриарх